# Super High Roller Bowl Australia

Logo des Super High Roller Bowl Australia

Der Super High Roller Bowl Australia war die neunte Austragung dieses Pokerturniers und die vierte außerhalb des Las Vegas Strip. Er wurde am 2. und 3. Februar 2020 im Star Casino in Sydney ausgespielt und hatte einen Buy-in von 250.000 Australischen Dollar. Das Event wurde von Poker Central veranstaltet.

## Struktur
Das Turnier in der Variante No Limit Hold’em wurde am 2. und 3. Februar 2020 gespielt und knüpfte damit unmittelbar an die Australian Poker Open an. Ursprünglich war das Turnier auf drei Tage ausgelegt, aufgrund der geringen Spieleranzahl wurde jedoch bereits am ersten Turniertag der Finaltisch erreicht. Das Buy-in des Events betrug 250.000 Australische Dollar und damit nur etwas mehr als die Hälfte des sonst in Las Vegas für das Turnier verlangten Startgelds von 300.000 US-Dollar. Jedem Spieler war, anders als bei den Austragungen in Las Vegas, ein Re-entry gestattet.

## Übertragung
Die Übertragung wurde von Poker Central übernommen. Zum Schauen war ein kostenpflichtiges Abonnement bei der Streaming-Plattform PokerGO nötig.

## Teilnehmer
Die 12 Teilnehmer lauteten:
| - Timothy Adams - Michael Addamo - Mikita Badsjakouski - Kahle Burns | - Stephen Chidwick - Seth Davies - Matthias Eibinger - Elio Fox | - Alex Foxen - Cary Katz - Örpen Kısacıkoğlu - Aaron Van Blarcum |

## Ergebnisse

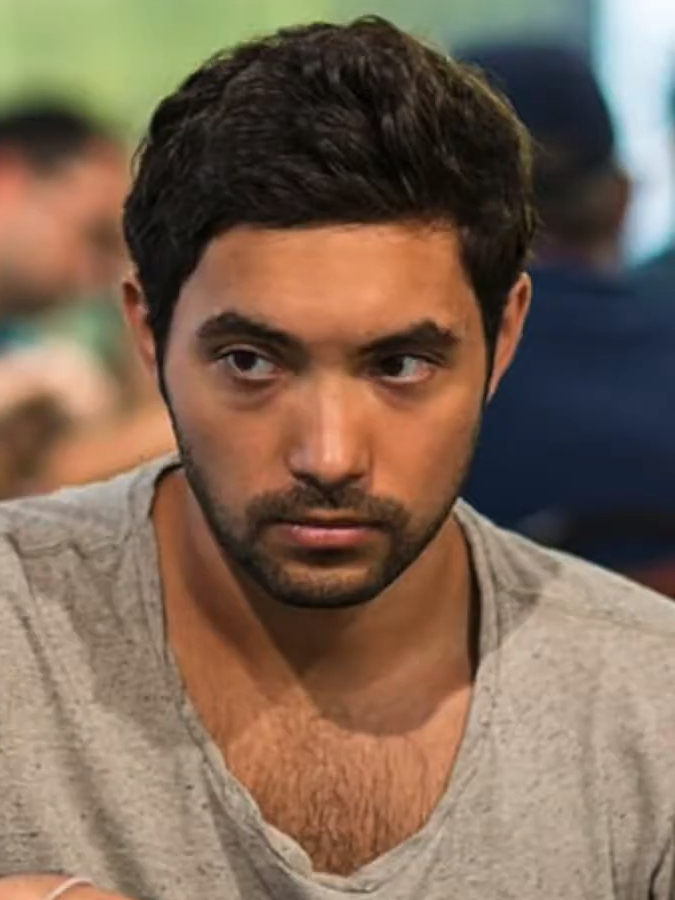
Timothy Adams (2013)

Alle Spieler starteten mit einem Stack von 250.000 Chips. Während der Anmeldephase wurden vier Re-entries verzeichnet, dadurch wurde ein Preispool von 4 Millionen Australischen Dollar generiert.
Der erste Turniertag endete mit fünf verbliebenen Spielern. Elio Fox hielt den Chiplead und ging mit mehr als 1,3 Millionen Chips in den finalen Tag. Seinen Chiplead musste er dort jedoch nach einem missratenen Bluff früh an Kahle Burns abgeben. Letzterer war es anschließend auch, der Fox mit einer Straße auf dem fünften Platz aus dem Turnier nahm. Als letzter Spieler vor den Preisgeldrängen musste sich Aaron Van Blarcum verabschieden, der im Blindbattle den Neunern von Burns unterlag. Bei drei verbliebenen Spielern war nun Cary Katz der Shortstack und er war es auch, der das Turnier nach einer Hand gegen Timothy Adams als Dritter für 640.000 Australische Dollar beendete. Ins entscheidende Heads-Up ging Burns mit einer deutlichen Führung, Adams gewann jedoch schnell an Chips und übernahm nach einem großen Pot den Chiplead. In der finalen Hand hielt sein A♥ 9♥ gegen Q♥ J♥ des Australiers und Adams sicherte sich die Siegprämie von 2,16 Millionen Australischen Dollar.
| Platz | Herkunft           | Spieler       | Preisgeld    | Preisgeld    |
| Platz | Herkunft           | Spieler       | in AU-Dollar | in US-Dollar |
| ----- | ------------------ | ------------- | ------------ | ------------ |
| 1     | Kanada             | Timothy Adams | 2.160.000    | 1.446.112    |
| 2     | Australien         | Kahle Burns   | 1.200.000    | 0.803.396    |
| 3     | Vereinigte Staaten | Cary Katz     | 0.640.000    | 0.428.478    |